# Альберт Брюс Джексон
Альберт Брюс Джексон (англ. Albert Bruce Jackson, 14 лютого 1876 — 14 січня 1947) — британський ботанік, дендролог та міколог.

## Біографія
Альберт Брюс Джексон народився в місті Ньюбері 14 лютого 1876 року.
З 1907 до 1910 він був асистентом в Королівських ботанічних садах К'ю. З 1910 до 1932 Альберт Брюс Джексон працював в Імператорському інституті у Лондоні. З 1932 до 1947 він був фахівцем з хвойних рослин у Британському музеї.
Альберт Брюс Джексон помер 14 січня 1947 року.

## Наукова діяльність
Альберт Брюс Джексон спеціалізувався на мохоподібних, на насіннєвих рослинах та на мікології.

## Наукові роботи
- Catalogue of Hardy Trees and Shurbs Growing in the Grounds of Syon House. 1910.
- A Handbook of Coniferae with William Dallimore. 1923.
- Identification of Conifers. 1946.